# Costituzione dell'Egitto
La Costituzione della Repubblica Araba d'Egitto è la legge fondamentale dell'Egitto.
La Costituzione egiziana è stata oggetto di referendum ed è entrata in vigore il 18 gennaio 2014 .

## Contesto storico
Nel luglio del 2013, dopo il colpo di stato e dopo la caduta dell'ex Presidente Mohamed Morsi, il governo militare provvisorio presentò il programma per l'emanazione di una nuova Costituzione, con la successiva chiamata alle urne prevista per la fine di novembre del 2013 . Furono coinvolte due commissioni per modificare la precedente costituzione, emanata nel 2012, che in seguito è stata definitivamente sostituita.

## Contenuto
La Costituzione adottata nel 2014, come quella emanata sotto la presidenza Morsi, è basata sulla Costituzione del 1971.
Il testo prevede la presenza di un Presidente e di un Parlamento. Il mandato presidenziale ha una durata di 4 anni e il limite massimo è di due mandati. Il parlamento può citare in giudizio il presidente. La Costituzione stabilisce un principio di uguaglianza tra i due sessi e libertà di religione, sebbene venga stabilito l'Islam come religione di stato. L'esercito mantiene il diritto di nominare il Ministro della difesa per i primi 8 anni. È vietata la creazione di partiti politici basati "sulla religione, sulla razza, sul sesso o sulla regione geografica"; quest'ultimo punto era, per certi versi, già previsto per legge durante le elezioni parlamentari del 2011, la quale però non era mai stata applicata. Viene inoltre garantita un'assoluta libertà, soggetta tuttavia ad ampie eccezioni.

## Accoglienza
La nuova Costituzione è stata criticata dai Socialisti Rivoluzionari e dal Fronte Rivoluzionario per il troppo potere concesso ai militari.